# Solomon Fabricant
Solomon Fabricant, Pseudonym: Sol Prom (* 15. August 1906 in Brooklyn, New York City; † 13. September 1989 in der Nähe von Katonah, New York) war ein US-amerikanischer Wirtschaftswissenschaftler. Er war auch ein ambitionierter Amateurfotograf. Während er in den 1930er Jahren an seiner Promotion in Wirtschaftswissenschaften an der Columbia University arbeitete, entwickelte er ein starkes Interesse an der Fotografie. Um seine Karriere als Wirtschaftswissenschaftler nicht zu gefährden, wählte er für seine fotografischen Arbeiten das Pseudonym Sol Prom und wurde Mitglied der New York Photo League.

## Leben
Solomon Fabricant machte 1926 seinen B.A. in Handelswissenschaften an der New York University (NYU). Noch während des Studiums begann er 1925, als Steuerberater zu arbeiten, entschied aber bald, dass dies nicht der richtige Beruf für ihn war. Er arbeitete nun halbtags und schrieb sich für ein weiteres Studium am Queens College ein, diesmal mit einer breiteren Ausrichtung. Seinen zweiten B.A. erhielt er im Jahr 1929. Anschließend studierte er an der Columbia University, wo er 1930 seinen Master-Abschluss machte und 1938 promovierte.
Schon seit 1929 arbeitete Solomon Fabricant als Forschungsassistent für das National Bureau of Economic Research (NBER), für das er bis 1972 tätig war, zwischen 1953 und 1965 als Leiter des Forschungsbereichs. Seit 1955 gehörte er zudem dem Vorstand des NBER an (bis 1981). Während des Zweiten Weltkriegs war Fabricant zunächst Chefökonom des Office of Civilian Supply, dann Vizedirektor einer Abteilung des War Production Board. Von 1944 bis 1945 diente er in der europäischen Abteilung der United Nations Relief and Rehabilitation Administration in London.
Solomon Fabricant wurde 1946 Mitglied des Lehrkörpers der wirtschaftswissenschaftlichen Fakultät der NYU, wo er 1947 zum Außerordentlichen und 1958 zum Ordentlichen Professor ernannt wurde. Letztere Position hatte er bis zu seiner Emeritierung im Jahr 1974 inne. Seit 1954 war er gewähltes Mitglied der American Philosophical Society. 1966 wurde er in die American Academy of Arts and Sciences gewählt.
Solomon Fabricant diente in zahlreichen staatlichen Gremien und Institutionen, darunter die nationale Zensusbehörde, die Behörde für Nationale Sicherheitsressourcen, der Steuerausschuss des Staates New York, die Behörde für Wissenschaft und Technologie, der Nationale Ausschuss für Produktivität und eine vom Präsidenten eingesetzte Arbeitsgruppe zur Wissenschaftspolitik. Neben einer Reihe weiterer Mitgliedschaften in wissenschaftlichen Organisationen war er zeitweise Vizepräsident der American Economic Association und Mitglied des Kuratoriums der Economic History Association.
Solomon Fabricant veröffentlichte zahlreiche Artikel und Bücher zu Themen wie Produktionsmengen, Wirtschaftswachstum, Erwerbstätigkeit, Wirtschaftsaspekten der Verteidigungspolitik, Entwicklungsökonomie, Philanthropie und makroökonomischer Theorie. Er galt als Autorität in Konjunkturfragen und bezüglich Maßnahmen zur Steigerung der Produktivität.
Zusammen mit seiner Frau Bessie, mit der er seit 1934 verheiratet war, hatte Solomon Fabricant zwei Töchter und einen Sohn. Solomon und Bessie Fabricant starben im September 1989 bei einem Autounfall nahe Katonah im Bundesstaat New York.

## Mitglied der Photo League
Die Photo League war eine Organisation von Fotografen in New York, die sich der Dokumentation des Lebens in den Arbeitervierteln widmete. Sie wurde 1936 gegründet und bot ihren Mitgliedern Schulungen, Ausstellungsräume und eine Plattform für den Austausch über soziale und kreative Themen. Die Photo League wurde 1951 aufgelöst, nachdem sie während der McCarthy-Ära auf die schwarze Liste des US-Justizministeriums gesetzt worden war. Die Photo League spielte eine wichtige Rolle bei der Entwicklung der sozialdokumentarischen Fotografie in den USA.
Sol Prom (Solomon Fabricant) trat 1936 der Photo League bei und war bis 1939 aktives Mitglied der von Aaron Siskind geleiteten Feature Group. In dieser Zeit arbeitete er an mehreren Projekten mit, darunter Park Avenue North and South, Dead End: The Bowery und Harlem Document. Letzteres war ein umfangreiches Projekt zur Dokumentation des Lebens in Harlem, das in verschiedenen Ausstellungen gezeigt wurde, unter anderem 1939 im Harlem YMCA und später in der New School for Social Research. Sol Proms Arbeiten aus dieser Zeit wurden in Magazinen wie Fortune, Look, U.S. Camera und Good Photography veröffentlicht. In den 1940er bis 1960er Jahren blieb Sol Prom ein engagierter Amateurfotograf, der seine Dunkelkammer zu Hause nutzte und sich hauptsächlich auf Familien- und Reisefotografie konzentrierte.

## Arbeit als Fotograf
Sol Proms Fotografien wurden in renommierten Institutionen wie der National Gallery of Canada, dem International Center of Photography in New York und dem Museum of Fine Arts in Houston ausgestellt. Außerdem sind seine Werke in den ständigen Sammlungen des Columbus Museum of Art und des Jewish Museum in New York vertreten.

## Schriften (Auswahl)
- Capital Consumption and Adjustment. National Bureau of Economic Research, New York 1938.
- The Output of Manufacturing Industries, 1899-1937. National Bureau of Economic Research, New York 1940.
- Employment in Manufacturing, 1899-1939. An Analysis of its Relation to the Volume of Production. National Bureau of Economic Research, New York 1942.
- The Trend of Government Activity in the United States Since 1900. National Bureau of Economic Research, New York 1952 (unter Mitarbeit von Robert E. Lipsey). Neuauflage: Kraus Reprint Co., Millwood, N.Y. 1975, ISBN 0-527-03017-1.
- A Primer on Productivity. Random House, New York 1969.
- Studies in Social and Private Accounting. Garland, New York 1982, ISBN 0-8240-5337-0.